# United Center
United Center este o arenă multi-funcțională acoperită din Chicago, statul Illinois.